# Mario Condori Huallpa
Mario Condori Huallpa (Paucartambo, 1964),  es un ingeniero civil y político peruano. Alcalde Provincial de Paucartambo.

## Biografía
Nacido en Paucartambo, el 31 de mayo de 1964. Hizo sus estudios primarios en la Institución Educativa 51029 de Paucartambo,  y los secundarios en el Colegio José Pérez y Armendáriz. 
Tiene estudios concluidos en Ingeniería Civil en la Universidad Nacional San Antonio Abad del Cusco. 
En el año 2006, se inicia políticamente como miembro del Movimiento Regional Autogobierno Ayllu, alcanzando la Alcaldía Provincial de Paucartambo para el periodo 2007-2010. 
En febrero del 2010 anuncia su postulación para la reelección a la Alcaldía Provincial de Paucartambo por el Movimiento Autogobierno Ayllu.